# نملة غوغل
نملة غوغل أو نمل أقرن غوغلي (الاسم العلمي:Proceratium google) هو نوع من النمل يتبع جنس النمل الأقرن من أسرة النملاوات القرناء.